# Mediapersoon van het Jaar
De Mediapersoon van het Jaar, voor 2022 de Omroepman van het Jaar of Omroepvrouw van het Jaar, is een jaarlijks uitgereikte prijs voor de meest toonaangevende televisie- of radiopersoonlijkheid van dat jaar in Nederland, uitgeroepen door een redactie van mediavakblad Broadcast Magazine. De prijs werd in 1991 voor het eerst uitgereikt. Van de 29 keer dat de prijs is uitgereikt (2019) betrof dit 24 keer de prijs Omroepman van het Jaar en vijf keer Omroepvrouw van het Jaar. In 2000 ging de prijs naar twee mannen. John de Mol is tot op heden de enige die de prijs meer dan één keer won, in 2005 en 2011.
Nadat winnaar André van Duin in 2021 aangaf dat er nog steeds over een man/vrouw gesproken wordt in een tijd van inclusie en het wellicht beter mens kon worden, werd in december 2022 bekendgemaakt dat de naam van de prijs vanaf 2022 is gewijzigd in Mediapersoon van het Jaar.

## Lijst
- 1991: Boudewijn Paans[1]
- 1992: Aart Geurtsen[1]
- 1993: Freddy Thyes[1]
- 1994: Lejo Schenk[1]
- 1995: Paul Witteman[4][1]
- 1996: Fons van Westerloo[1]
- 1997: Joop van den Ende[4][1]
- 1998: Burny Bos[1]
- 1999: John de Mol[4][1]
- 2000: Frits Barend & Henk van Dorp[1]
- 2001: Arthur Valkieser[1]
- 2002: Cathy Spierenburg[5][6][7][1]
- 2003: Peter R. de Vries[4][1]
- 2004: Gerard Timmer[1]
- 2005: John de Mol[4][1]
- 2006: Paul de Leeuw[4][1]
- 2007: Ton F. van Dijk[1]
- 2008: Tina Nijkamp[8][9][1]
- 2009: Linda de Mol[10][1]
- 2010: Erland Galjaard[1]
- 2011: John de Mol[4][1]
- 2012: Matthijs van Nieuwkerk[4][1]
- 2013: Bert Habets[1]
- 2014: Jan Slagter[1]
- 2015: Humberto Tan[4][1]
- 2016: Floortje Dessing[4][1]
- 2017: Eva Jinek[4][1]
- 2018: Beau van Erven Dorens[11]
- 2019: Jeroen Pauw[12]
- 2020: Frans Klein[13]
- 2021: André van Duin[14]
- 2022: Arjen Lubach[15]
- 2023: Sven Sauvé[16]
- 2024: Will Koopman